# Luca Toni
Luca Toni (Pavullo nel Frignano, 26 mei 1977) is een Italiaans voormalig  betaald voetballer die centraal in de aanval speelde. Hij speelde van 1994 tot en met 2016 voor vijftien verschillende clubs. Toni was van 2004 tot en met 2009 ook actief in het Italiaans voetbalelftal, waarmee hij het WK 2006 won. Hij speelde 47 interlands en scoorde daarin zestien keer.

## Carrièreverloop
Toni speelde tot zijn 26e voor relatief bescheiden clubs. Hij verklaarde achteraf dat hij eraan dacht om te stoppen met voetballen om vrachtwagenchauffeur te worden op het moment dat hij in de Serie C een matig seizoen draaide. Zijn vrouw, model Marta Cecchetto - die op dat moment bekender was dan Toni - heeft hem moed ingepraat en overgehaald te blijven voetballen. De daaropvolgende seizoenen gingen beter en Toni belandde via Lodigiani, Treviso, Vicenza en Brescia in de Serie A.
In de zomer van 2003 verkaste Toni naar Palermo, dat dat seizoen uitkwam in de Serie B. Hier vond de boomlange spits pas echt zijn draai. Dankzij Toni's 30 doelpunten promoveerde de club naar de Serie A. Ook hier maakte Toni een uitstekende indruk, hij scoorde direct 20 keer, wat hem een transfer naar Fiorentina opleverde.
In het seizoen 2005/2006 werd Toni met 31 doelpunten topscorer van de Serie A. Onder leiding van bondscoach Marcello Lippi maakte hij zijn debuut op 18 augustus 2004 in de vriendschappelijke uitwedstrijd tegen IJsland (2-0) in Reykjavík, net als middenvelder Manuele Blasi. Niet veel later mocht Toni met de Italiaanse nationale ploeg mee naar het WK in Duitsland. Daar startte hij in zes van de zeven wedstrijden in de basis. In de kwartfinale tegen Oekraïne vond hij tweemaal het net. Hij speelde tot en met het WK 24 interlands en trof daarin negen maal doel.
Toni verhuisde in mei 2007 voor elf miljoen euro van Fiorentina naar Bayern München. In zijn eerste seizoen werd hij daarmee landskampioen, won hij de beker, haalde de halve finale van de UEFA Cup en werd hij met 24 treffers topscorer van de Bundesliga. Nadat bleek dat Toni niet met oefenmeester Louis van Gaal door één deur kon, verhuurde Bayern hem in de winter van 2010 aan AS Roma. Daar bleef hij echter maar een half seizoen, om vervolgens aan de slag te gaan bij Genoa. Ook dat avontuur was van korte duur want op 7 januari 2011 tekende de goalgetter een contract tot juni 2012 bij Juventus, om aldaar de geblesseerde Fabio Quagliarella te vervangen. Na een avontuur in de Verenigde Arabische Emiraten keerde Toni succesvol terug in Italië, bij zijn voormalige club Fiorentina. Hij scoorde acht goals in het seizoen 2012/2013. Zijn contract werd echter niet verlengd, waarop hij vertrok naar Hellas Verona. Hier beleefde de spits zijn tweede jeugd, hij scoorde 20 keer in 33 wedstrijden en in zijn tweede seizoen in Verona werd hij zelfs topscorer van de Serie A met 22 goals. Op 4 mei 2016 maakte Toni bekend na afloop van het seizoen 2015/16 zijn carrière te beëindigen.

## Clubstatistieken
| Seizoen | Club           | Land                                  | Competitie          | Wed. | Doelp. |
| ------- | -------------- | ------------------------------------- | ------------------- | ---- | ------ |
| 1994/95 | Modena         | Vlag van Italië                       | Serie B             | 9    | 3      |
| 1995/96 | Modena         | Vlag van Italië                       | Serie B             | 25   | 5      |
| 1996/97 | Empoli         | Vlag van Italië                       | Serie B             | 3    | 1      |
| 1997/98 | Fiorenzuola    | Vlag van Italië                       | Serie C             | 30   | 4      |
| 1998/99 | Lodigiani      | Vlag van Italië                       | Serie C             | 33   | 16     |
| 1999/00 | Treviso        | Vlag van Italië                       | Serie B             | 39   | 16     |
| 2000/01 | Vicenza        | Vlag van Italië                       | Serie A             | 33   | 9      |
| 2001/02 | Brescia        | Vlag van Italië                       | Serie A             | 34   | 14     |
| 2002/03 | Brescia        | Vlag van Italië                       | Serie A             | 16   | 2      |
| 2003/04 | Palermo        | Vlag van Italië                       | Serie B             | 45   | 30     |
| 2004/05 | Palermo        | Vlag van Italië                       | Serie A             | 35   | 28     |
| 2005/06 | Fiorentina     | Vlag van Italië                       | Serie A             | 38   | 34     |
| 2006/07 | Fiorentina     | Vlag van Italië                       | Serie A             | 29   | 16     |
| 2007/08 | Bayern München | Vlag van Duitsland                    | Bundesliga          | 31   | 24     |
| 2008/09 | Bayern München | Vlag van Duitsland                    | Bundesliga          | 25   | 14     |
| 2009/10 | Bayern München | Vlag van Duitsland                    | Bundesliga          | 4    | 0      |
| 2009/10 | → AS Roma      | Vlag van Italië                       | Serie A             | 15   | 5      |
| 2010/11 | Genoa          | Vlag van Italië                       | Serie A             | 16   | 3      |
| 2010/11 | Juventus       | Vlag van Italië                       | Serie A             | 14   | 2      |
| 2011/12 | Al-Nasr        | Vlag van Verenigde Arabische Emiraten | Arabian Gulf league | 8    | 3      |
| 2012/13 | Fiorentina     | Vlag van Italië                       | Serie A             | 27   | 8      |
| 2013/14 | Hellas Verona  | Vlag van Italië                       | Serie A             | 34   | 20     |
| 2014/15 | Hellas Verona  | Vlag van Italië                       | Serie A             | 38   | 22     |
| 2015/16 | Hellas Verona  | Vlag van Italië                       | Serie A             | 23   | 6      |
| Totaal  | Totaal         | Totaal                                | Totaal              | 586  | 383    |

## Erelijst
| Competitie          |         |         |         |         |
| Competitie          | Aantal  | Jaren   |         |         |
| Palermo             | Palermo | Palermo | Palermo | Palermo |
| ------------------- | ------- | ------- | ------- | ------- |
| Serie B             | 1x      | 2003/04 |         |         |
| Bayern München      |         |         |         |         |
| Bundesliga          | 1x      | 2007/08 |         |         |
| DFB-Pokal           | 1x      | 2007/08 |         |         |
| DFB-Ligapokal       | 1x      | 2007    |         |         |
| Italië              |         |         |         |         |
| Wereldkampioenschap | 1x      | 2006    |         |         |

Individueel
| Nationaal                          |    |                                                            |
| Topscorer Serie B                  | 1x | Eredivisie 2003/04 (namens Palermo)                        |
| Topscorer Serie A                  | 2x | 2005/06 (namens Fiorentina) 2014/15 (namens Hellas Verona) |
| Europees topscorer van het seizoen | 1x | 2005/06 (namens Fiorentina)                                |
| Topscorer Bundesliga               | 1x | 2007/08 (namens Bayern München)                            |
| Topscorer UEFA Cup                 | 1x | 2007/08 (namens Bayern München)                            |

1 Buffon ·
2 Zaccardo ·
3 Grosso ·
4 De Rossi ·
5 Cannavaro  ·
6 Barzagli ·
7 Del Piero ·
8 Gattuso ·
9 Toni ·
10 Totti ·
11 Gilardino ·
12 Peruzzi ·
13 Nesta ·
14 Amelia ·
15 Iaquinta ·
16 Camoranesi ·
17 Barone ·
18 Inzaghi ·
19 Zambrotta ·
20 Perrotta ·
21 Pirlo ·
22 Oddo ·
23 Materazzi ·
Coach: Lippi
1 Buffon ·
2 Panucci ·
3 Grosso ·
4 Chiellini ·
5 Gamberini ·
6 Barzagli ·
7 Del Piero  ·
8 Gattuso ·
9 Toni ·
10 De Rossi ·
11 Di Natale ·
12 Borriello ·
13 Ambrosini ·
14 Amelia ·
15 Quagliarella ·
16 Camoranesi ·
17 De Sanctis ·
18 Cassano ·
19 Zambrotta ·
20 Perrotta ·
21 Pirlo ·
22 Aquilani ·
23 Materazzi ·
Coach: Donadoni